# Emily de Flahaut
Emily Jane de Flahaut, marquise de Lansdowne et 8e Lady Nairne (16 mai 1819 - 26 juin 1895) est une pairesse britannique. 

## Biographie
Née à Édimbourg, Emily est la fille aînée du général et diplomate français Charles de Flahaut et de sa femme Margaret Mercer Elphinstone, baronne Keith, fille de l'amiral George Keith Elphinstone. 
En 1834, alors qu'elle n'a que 15 ans, Frédéric Chopin lui dédicace son Boléro. 
Le 1er novembre 1843, à l'ambassade britannique de Vienne, elle épouse Henry Petty-Fitzmaurice, comte de Shelburne. Ils ont trois enfants : 
- Henry Petty-Fitzmaurice (1845-1927), 5e marquis de Lansdowne.
- Edmond Fitzmaurice (1846-1935), 1er baron Fitzmaurice.
- Emily Louisa Anne (1855-1939), épouse Everard Charles Digby (fils d'Edward Digby, 9e baron Digby).

En 1863, son mari hérite du titre de marquis de son père. Bien qu'elle n'ait pas pu hériter de sa mère le titre de baronne Keith, réservé aux héritiers masculins, elle est cependant reconnue par la Chambre des lords comme la 8e dame de Nairne en 1874, sa mère ayant hérité du titre d'un cousin en 1837 (bien qu'elle n'ait pas tenté de le revendiquer de son vivant). 
À sa mort à Meikleour House en 1895, le titre revint à son fils aîné.   